# Albuca nigritana
Albuca nigritana är en sparrisväxtart som först beskrevs av John Gilbert Baker, och fick sitt nu gällande namn av Georges M.D.J. Troupin. Albuca nigritana ingår i släktet Albuca och familjen sparrisväxter. Inga underarter finns listade i Catalogue of Life.